# Hans-Heinrich Simon
Hans-Heinrich Simon (* 27. März 1931 in Quedlinburg; † 6. Februar 2010) war ein deutscher Parteifunktionär der DDR-Blockpartei NDPD. Er war Mitglied des Staatsrates der DDR.

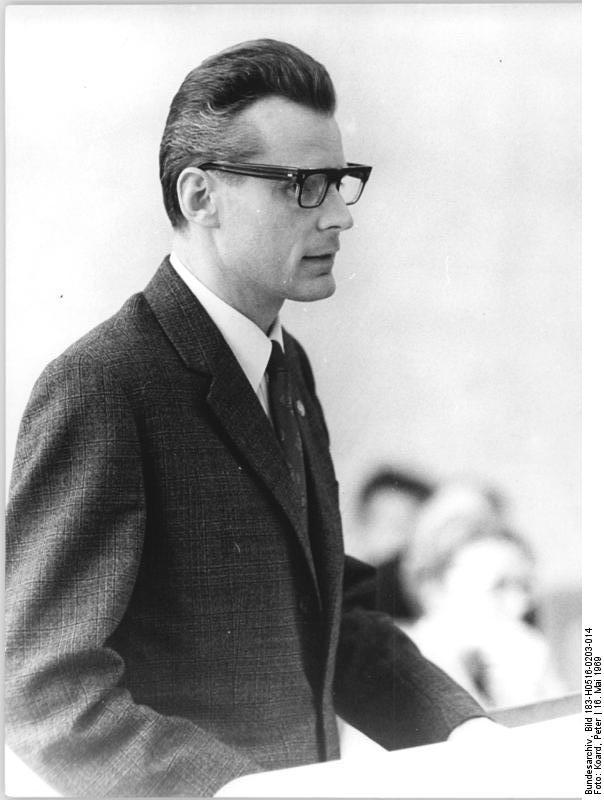
Simon (1969)

## Leben
Simon, Sohn eines Handwerkers, besuchte die Oberschule und erlernte von 1945 bis 1948 den Beruf des Tischlers. 1949 trat er dem Freien Deutschen Gewerkschaftsbund, 1951 der National-Demokratischen Partei Deutschlands (NDPD) bei. Von 1948 bis 1958 arbeitete er als Tischler. 1951/1952 besuchte er die Fachschule für angewandte Kunst und die Meisterschule Magdeburg und wurde Werkmeister. Von 1955 bis 1959 absolvierte er ein Fernstudium an der Ingenieurschule für Bauwesen in Magdeburg. Sein Studium schloss er als Bauingenieur ab. Von 1958 bis 1963 war er Abteilungsleiter bzw. technischer Leiter sowie von 1963 bis 1972 Vorsitzender der PGH Holzverarbeitung in Quedlinburg. Anschließend wirkte er von 1972 bis 1979 als Direktor des VEB Möbelwerk Quedlinburg sowie ab 1979 als Stellvertreter des Generaldirektors und als Direktor für Absatz im VEB Möbelkombinat Dessau. 
Von 1959 bis 1961 war Simon Mitglied des NDPD-Ortsvorstandes Quedlinburg, anschließend von 1961 bis 1963 des NDPD-Kreisvorstandes Quedlinburg und schließlich von 1963 bis 1967 sowie von 1974 bis 1977 Mitglied des NDPD-Bezirksvorstandes und des Bezirksausschusses Halle (Saale). Ab 1967 gehörte er dem NDPD-Hauptausschuss an. Von 1960 bis 1972 war er Mitglied des Kreisvorstandes Quedlinburg der Handwerkskammer und von 1961 bis 1963 Abgeordneter des Kreistages. 1963 bis 1967 wirkte er als Abgeordneter des Bezirkstages Halle sowie als Vorsitzender der Ständigen Kommission für örtliche Versorgungswirtschaft. Von 1967 bis 1986 war er schließlich Abgeordneter der Volkskammer, dort von 1976 bis 1986 stellvertretender Vorsitzender des Ausschusses für Handel und Versorgung. Zwischen 1967 und 1971 gehörte Simon als Mitglied zudem dem Staatsrat der DDR an. 
1986 trat Simon in den Ruhestand.

## Auszeichnungen
- Vaterländischer Verdienstorden in Bronze und in Silber
- Banner der Arbeit